# 本庄郵便局 (京都府)
本庄郵便局（ほんじょうゆうびんきょく）は、京都府与謝郡伊根町にある郵便局。民営化前の分類では無集配特定郵便局であった。

## 概要
住所：〒626-0405 京都府与謝郡伊根町本庄上1235-1
かつては集配郵便局であったが、1995年（平成7年）に集配業務を伊根郵便局へ移管し無集配郵便局となった。

## 沿革
- 1882年（明治15年）10月20日 - 本庄上郵便局（五等）として開設[1]。
- 1885年（明治18年）10月1日 - 貯金取扱を開始。
- 1890年（明治23年）8月31日 - 貯金取扱を廃止。
- 1898年（明治31年）11月16日 - 貯金取扱を再開。
- 1899年（明治32年）11月1日 - 為替取扱を開始。
- 1906年（明治39年）1月1日 - 本庄郵便局に改称。
- 1976年（昭和51年）11月30日 - 電話交換業務を伊根電報電話局に移管。同日、筒川郵便局から和文電報配達業務を移管[2]。
- 1991年（平成3年）6月30日 - 筒川郵便局の廃止に伴い、取扱業務を承継。
- 1995年（平成7年）3月27日 - 伊根郵便局へ集配業務を移管、無集配局となる。
- 2007年（平成19年）10月1日 - 民営化。
- 2012年（平成24年）10月1日 - 日本郵便株式会社発足。

## 取扱内容
- 郵便、印紙、ゆうパック、内容証明
- 貯金、為替、振替、振込、国債
- 生命保険、バイク自賠責保険
- ゆうちょ銀行ATM

## 周辺
- 伊根町立本庄中学校
- 伊根町立本庄小学校
- 筒川

## アクセス
- 丹海バス 今田停留所、もしくは伊根バス 本庄診療所停留所下車
- 国道178号沿い
- 駐車場あり：3台